# Хемсе, Ребекка
Ребекка Хемсе (швед.  Ingrid Rebecka Elisabet Hemse, 4 августа 1975, Эверъярна (ныне Ярна), коммуна Сёдертелье) — шведская актриса театра и кино.

## Биография
Выступала на сцене стокгольмского Teater Galeasen, Драматического театра Мальмё. Работает в Королевском драматическом театре в Стокгольме (Драматен). Наиболее известна по роли дочери детектива в телевизионном сериале Мартин Бек (1997—2009).
В 2004 участвовала в экспериментальном фильме-интервью шведского фотографа Мириам Бекстрём Ребекка.

## Роли в театре
- 2004: Рыцарская башня (Эрик Юхан Стагнелиус)
- 2005: Платонов (А. П. Чехов)
- 2006: Федра (Еврипид)
- 2007: Игра снов (Стриндберг, пост. Матс Эк)
- 2007: Перчатка (Бьёрнстьерне Бьёрнсон)
- 2008: Казимир и Каролина (Эден фон Хорват)
- 2008: Гамлет (Шекспир)
- 2009: Скупой (Мольер)
- 2010: Замок в Швеции (Франсуаза Саган)

## Роли в кино
- 1993: Sökarna (Даниэль Фриделль, Петер Картрьерс)
- 1995: Sebastian (Свенд Вам)
- 1996: Nu är pappa trött igen! (Мария-Луиза Экман)
- 1999: Happy End (Кристина Улофсон)
- 2001: Syndare i sommarsol (Даниэль Альфредсон)
- 2002: Музыка для свадеб и похорон/ Musikk for bryllup og begravelser (Унни Страуме)
- 2003: Детали/ Detaljer (Кристиан Петри)
- 2004: Призрак озера/ Strandvaskaren (Микаэль Хофстрём)
- 2007: История чужой любви/ Kærlighed på film (Оле Борнедаль)